# Мешкіс Броніслав Вікторович
Бронісла́в Ві́кторович Ме́шкіс (21 серпня 1928 —9 червня 1985) — радянський український театральний режисер, Народний артист Української РСР (1980).

## Біографія
Б. В. Мешкіс народився 21 серпня 1928 року в селі Тетерино, тепер Могильовської області.
Вдало склав свого часу вступні іспити та закінчив у 1958 році Київський театральний інститут.
Працював у Дніпропетровському російському театрі, Одеському російському драматичному театрі, Київському українському театрі ім. І. Франко, Харківському українському театрі ім. Т. Шевченко.
У 1961—1963 роках працював режисером, у 1974—1985 роках — головним режисером Одеського українського музично-драматичного театру.
Останні роки свого життя викладав в Одеській державній консерваторії ім. А. В. Нежданової майстерність актора.
Помер 9 червня 1985 року в Одесі.

#### Творча діяльність
Режисер-постановник таких вистав:
- «Ярослав Мудрий» І. Кочерги (1970 р.), яка була висунута на Державну премію УРСР ім. Т. Шевченко.
- «Борис Годунов» О. Пушкіна (1982 р.) та інші.

Перший в Укріїні поставив п'єсу «97» Миколи Куліша про голодомор в Україні.
Режисував фільми-спектаклі «Для домашнього вогнища» (1970) і «Платон Кречет» (1972).
Багато уваги приділяв молодим акторам. Організував театральну студію при театрі І. Франка, багато її учасників стали відомими акторами Україні..

## Нагороди
- 1980 — Народний артист Української РСР.